# Konrad Wittwer
Konrad A. Wittwer (* 10. Juli 1903 in Stuttgart; † 25. Juni 1973) war ein deutscher Verlagsbuchhändler und Politiker (FDP).

## Werdegang

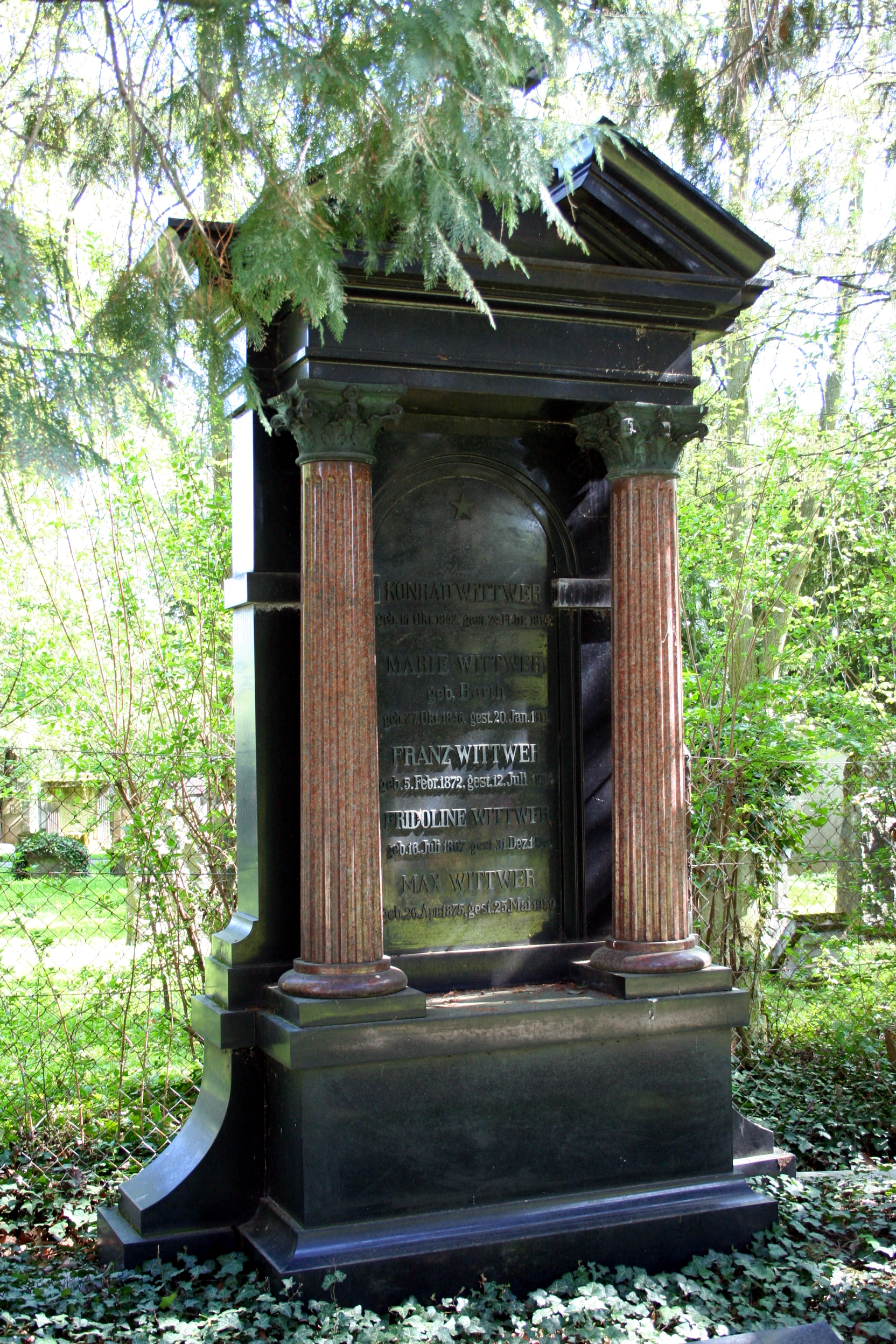
Grab der Familie Konrad Wittwer auf dem Pragfriedhof in Stuttgart, Abteilung 24 (Mauer).

Wittwer wurde als Sohn des Stuttgarter Verlagsbuchhändlers Konstantin Wittwer und dessen Ehefrau Alice geb. Gutmann geboren. Nach Ende des Zweiten Weltkriegs war er zunächst kurzzeitig Assistent des Landrats von Schwäbisch Gmünd Konrad Burkhardt, bevor ihn der eng mit ihm befreundete Ministerpräsident Reinhold Maier im August 1945 als Staatsrat in das Staatsministerium von Württemberg-Baden holte. Später war er Bevollmächtigter des Landes Württemberg-Baden im Süddeutschen Länderrat.
Er war Mitglied der Studentenverbindung A.G. Stuttgardia Tübingen.

## Ehrungen
- 1953: Großes Verdienstkreuz mit Stern der Bundesrepublik Deutschland